# Кубок Словаччини з футболу 2022—2023
Кубок Словаччини з футболу 2022–2023 — 30-й розіграш кубкового футбольного турніру в Словаччині. Титул вдруге поспіль здобув Спартак (Трнава) та автоматично кваліфікувався до другого раунду Ліги конференцій.

## Календар
| Раунд            | Дата                             | Матчі | Клуби     |
| ---------------- | -------------------------------- | ----- | --------- |
| Попередній раунд | 23–31 липня 2022                 | 25    | 254 → 229 |
| Перший раунд     | 24 липня – 17 серпня 2022        | 101   | 229 → 128 |
| 1/64 фіналу      | 9 серпня – 24 вересня 2022       | 64    | 128 → 64  |
| 1/32 фіналу      | 13–28 вересня 2022               | 32    | 64 → 32   |
| 1/16 фіналу      | 11 жовтня – 9 листопада 2022     | 16    | 32 → 16   |
| 1/8 фіналу       | 8 листопада 2022 – 7 лютого 2023 | 8     | 16 → 8    |
| 1/4 фіналу       | 28 лютого 2023 – 8 березня 2023  | 4     | 8 → 4     |
| 1/2 фіналу       | 15 березня – 19 квітня 2023      | 4     | 4 → 2     |
| Фінал            | 1 травня 2023                    | 1     | 2 → 1     |

## 1/8 фіналу
| Команда 1                | Рахунок      | Команда 2                    |
| ------------------------ | ------------ | ---------------------------- |
| 8 листопада 2022         |              |                              |
| Гуменне (2)              | 0–1          | Татран (2)                   |
| Комарно (2)              | 2–0          | Злате Моравце                |
| Скалиця                  | 1–1 пен. 4–3 | Ружомберок                   |
| Спартак (Трнава)         | 2–2 пен. 4–3 | Земплін (Михайлівці)         |
| 9 листопада 2022         |              |                              |
| Єднота Банова (3)        | 0–3          | Татран (Ліптовський Мікулаш) |
| Шаморин (2)              | 1–1 пен. 4–3 | Пухов (2)                    |
| Тренчин                  | 5–0          | Спартак (Миява)              |
| 7 лютого 2023            |              |                              |
| Дукла (Банська Бистриця) | 1–2          | Слован (Братислава)          |

## 1/4 фіналу
| Команда 1                    | Рахунок      | Команда 2           |
| ---------------------------- | ------------ | ------------------- |
| 28 лютого 2023               |              |                     |
| Комарно (2)                  | 0–2          | Спартак (Трнава)    |
| 1 березня 2023               |              |                     |
| Шаморин (2)                  | 1–1 пен. 3–4 | Слован (Братислава) |
| 7 березня 2023               |              |                     |
| Татран (2)                   | 0–1          | Тренчин             |
| 8 березня 2023               |              |                     |
| Татран (Ліптовський Мікулаш) | 2–2 пен. 2–1 | Скалиця             |

## 1/2 фіналу
| Команда 1                  | Заг. | Команда 2        | 1-й матч | 2-й матч |
| -------------------------- | ---- | ---------------- | -------- | -------- |
| 15 березня – 5 квітня 2023 |      |                  |          |          |
| Тренчин                    | 1–5  | Спартак (Трнава) | 1–2      | 0–3      |
| 12 квітня – 19 квітня 2023 |      |                  |          |          |
| Слован (Братислава)        | 5–4  | Скалиця          | 2–1      | 3–3 дч   |

## Фінал
| 1 травня 2023 15:00 (UTC+2) |

| Спартак (Трнава)                           | 3–1 дч   | Слован (Братислава) |
| ------------------------------------------ | -------- | ------------------- |
| Тайво 85' Паур 110' Твардзік 120+5' (пен.) | Протокол | Грін 57'            |

| Стадіон імені Антона Малатинського, Трнава Глядачів: 15 427 Арбітр: Міхал Оченаш |